# 마키구치 쓰네사부로
마키구치 쓰네사부로(일본어: 牧口常三郎, 1871년 6월 6일 ~ 1944년 11월 18일)는 창가학회를 설립하였다.

## 생애
1871년 6월 6일 니가타현에서 태어났고, 14세 때 혼자서 홋카이도로 올라와 독학으로 공부해 홋카이도 사범학교를 졸업하였다. 그 후 홋카이도 사범학교의 교사 겸 사감을 거쳐 1913년 도쿄의 한 초등학교에서 교장으로 취임한 것을 시작으로 약 20년간 6개 학교의 교장을 역임, 32세 때는 '인생지리학'이라는 책을 출판하였다.
교육철학은 '가치론'으로, '인생의 목적은 행복추구에 있고 그 실태는 가치창조에 있다'는 철학이었다.
1928년에 제자 도다 조세이와 함께 니치렌 불법에 입회하였고, 1930년 11월 18일에 초등학교 교장으로서 현장에서의 오랜 교육 연구를 바탕으로 1930년 11월 18일,그 성과를 <창가 교육학체계>제 1권으로 발간하고 자신이 초대회장으로 나서 창가교육학회를 발족 창가교육학회를 창립하였다.
이후 태평양전쟁이 발발하면서, 일본제국이 불리한 전황을 타계하기 위해 모든 종교에 신찰을 받을 것을 강요, 즉 국가신도를 강요하는데. 마키쿠치 쓰네사부로는(이하 마키쿠치) 단호히 거부하고, 이에 따른 탄압으로 1943년치안유지법 불경죄위반으로 체포되었고 학회 핵심 간부 21명이 체포되었으나, 가혹한 심문속에서도 마키구치와 제자 도다 조세이는 마지막까지 불법을 관철하였고, 끝내 마키구치 회장은 1944년, 학회창립 기념일인 11월 18일에 구치소 내 병동에서 만 73세의 나이로 서거한다.

## 같이 보기
- 창가학회
- 도다 조세이